# Монино (Ленинградская область)
Монино — деревня в Борском сельском поселении Тихвинского района Ленинградской области.

## История
Деревня Монина упоминается на «Специальной карте западной части России» Ф. Ф. Шуберта 1844 года.

МОНИНО — деревня Кривонаволоцкого общества, Пашекожельского прихода. Река Паша.

Крестьянских дворов — 9. Строений — 20, в том числе жилых — 12. 

Число жителей по семейным спискам 1879 г.: 21 м. п., 25 ж. п.; по приходским сведениям 1879 г.: 22 м. п., 20 ж. п.

В конце XIX века деревня относилась к Новинской волости 2-го стана, в начале XX века — к Новинской волости 1-го земского участка 1-го стана Тихвинского уезда Новгородской губернии.

Деревня Монино на карте 1932 года

Согласно карте Ленинградской области Северо-западного аэрогеодезического треста ГГУ издания 1932 года деревня насчитывала 8 крестьянских дворов.

МОНИНО — деревня Кривонаволокского общества, дворов — 10, жилых домов — 14, число жителей: 31 м. п., 47 ж. п. 

Занятия жителей — земледелие, лесные заработки. Река Паша. (1910 год)

По данным 1933 года деревня называлась Монина и входила в состав Сарожского сельсовета.
По данным 1966 и 1973 годов деревня Монино входила в состав Шомушского сельсовета.
По данным 1990 года деревня Монино входила в состав Борского сельсовета.
В 1997 году в деревне Монино Борской волости проживал 1 человек, в 2002 году — также 1 (русский).
В 2007 году в деревне Монино Борского СП проживали 1 человек, в 2010 году — также 1.

## География
Деревня расположена в центральной части района к западу от автодороги 41А-009 (Лодейное Поле — Тихвин — Чудово).
Расстояние до административного центра поселения — 10 км.
Расстояние до ближайшей железнодорожной станции Тихвин — 25 км.
Деревня находится на левом берегу реки Паша.

## Демография
| 1879 | 1910 | 1997 | 2002 | 2007 | 2010 | 2017 |
| ---- | ---- | ---- | ---- | ---- | ---- | ---- |
| 46   | ↗78  | ↘1   | →1   | →1   | →1   | →1   |

Согласно данным Всероссийской переписи населения 2021 года в деревне постоянного населения не было.